# Szigeti Jolán
Szigeti Jolán (Vízvári Gyuláné, Pest, 1855. január 16. – Velence, 1907. augusztus 11.) magyar színésznő, komikus.

## Életrajza
Apja Szigeti József, leánya Vízvári Mariska, férje Vízvári Gyula.
Már gyerekként is színpadra lépett apja társulatában. 1872-ben végzett a Színművészeti Akadémián, majd az István téri Színházhoz került, 1874. április 1-jén pedig a Nemzeti Színház tagja lett egészen haláláig.
Szigligeti Ede és Csiky Gergely darabjaiban rajzolt meg nagy elevenítő erővel jóízű alakokat. (Strike, A mama, Proletárok, Cifra nyomorúság, Bozóti Márta, Nagymama) de nem kevesebb sikerrel Sardou és ifj. Dumas darabjaiban (pl. a Kaméliás hölgy Prudence-a). Klasszikus alakításai közül kiemelkedő volt a Romeo és Júlia dajkája, s az Alfonz úr Guichardnéja. Remekelt az egyszerű, nyers, de amellett jószívű polgárasszony ábrázolásában. Épp oly híres szerepe volt Françoise Sardou forradalmi darabjában, a Thermidorban.

## Főbb szerepei
- Csiky Gergely: A proletárok - Borcsa
- Shakespeare: Vízkereszt - Mária
- Belot: A 47-ik cikk - Marceline
- Dumas: Alfonz úr - Guichardné
- Sardou: Odette - Olga
- Csiky Gergely: A nagymama - Galambosné

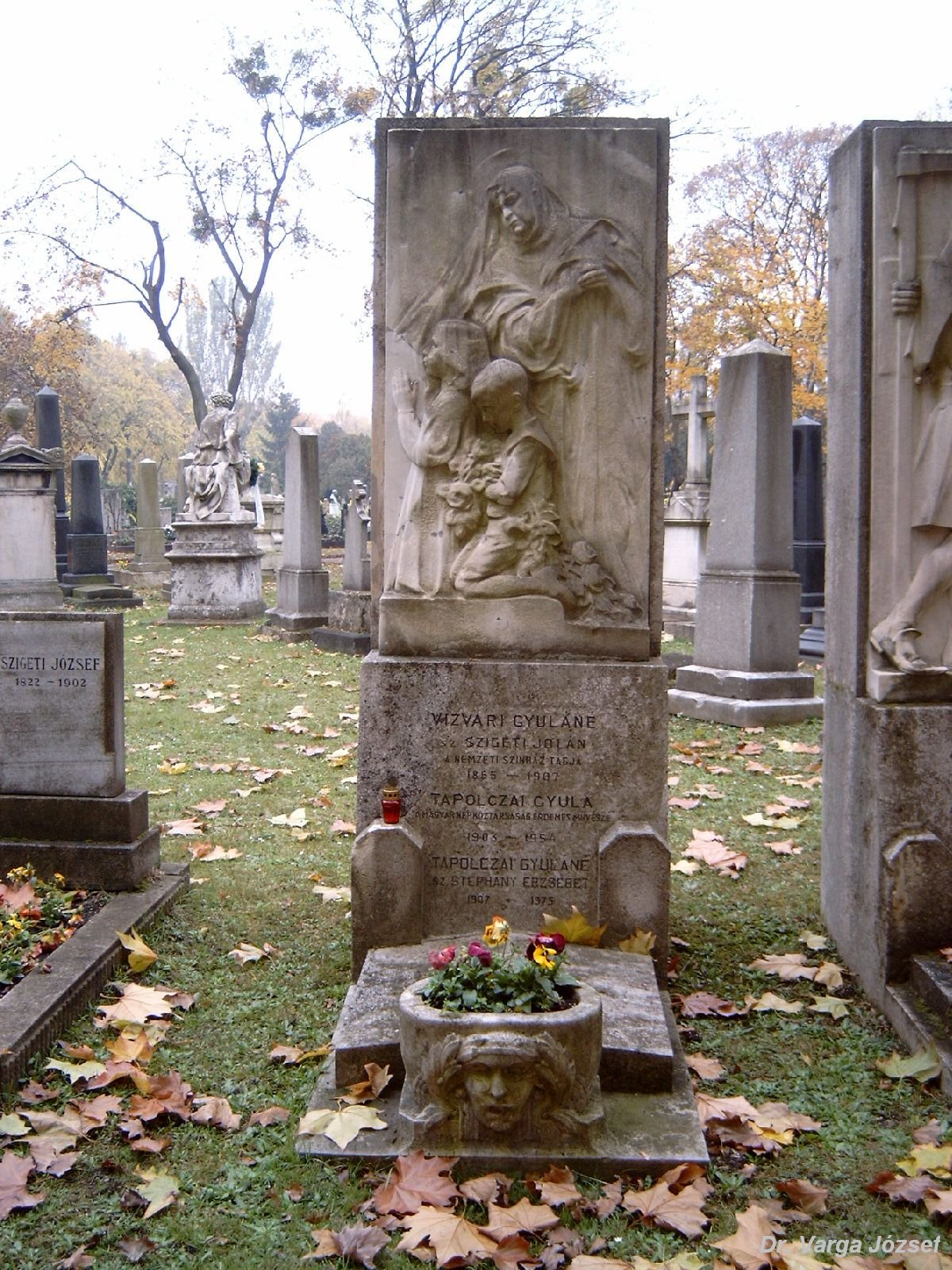
Sírja a Fiumei úti sírkertben (34/1-3-20) Margó Ede alkotása.